# Lene Køppen
Lene Køppen (5 mei 1953) is een voormalige Deense badmintonster.

## Belangrijkste resultaten

### Kampioenschappen
| Jaar | Wereldkampioenschappen | Wereldkampioenschappen | Wereldkampioenschappen | Europese kampioenschappen | Europese kampioenschappen | Europese kampioenschappen |
|      | vrouwen enkel          | vrouwen dubbel         | gemengd dubbel         | vrouwen enkel             | vrouwen dubbel            | gemengd dubbel            |
| ---- | ---------------------- | ---------------------- | ---------------------- | ------------------------- | ------------------------- | ------------------------- |
| 1972 |                        |                        |                        |                           | Brons                     |                           |
| 1974 |                        |                        |                        | Zilver                    |                           |                           |
| 1976 |                        |                        |                        | Zilver                    |                           | Zilver                    |
| 1977 | Goud                   |                        | Goud                   |                           |                           |                           |
| 1978 |                        |                        |                        | Goud                      |                           | Zilver                    |
| 1980 | Brons                  |                        | Brons                  |                           |                           |                           |
| 1982 |                        |                        |                        | Goud                      | Brons                     |                           |

### Andere toernooien
| Jaar | Toernooi         | Resultaat         |
| ---- | ---------------- | ----------------- |
| 1979 | All England Open | vrouwen enkelspel |
| 1980 | All England Open | vrouwen enkelspel |